# Textrix
Textrix è un genere di ragni nella famiglia delle Agelenidae, descritto per la prima volta da Carl Jakob Sundevall nel 1833. Tali ragni sono diffusi prevalentemente nel continente europeo, con una specie presente in Etiopia. La specie tipo del genere è Textrix denticulata.

## Specie
- Textrix caudata L. Koch, 1872 — Mediterraneo, introdotto in Europa centrale
- Textrix chyzeri de Blauwe, 1980 — Europa orientale
- Textrix denticulata (Olivier, 1789) — Europa
- Textrix intermedia Wunderlich, 2008 — Francia
- Textrix nigromarginata Strand, 1906 — Etiopia
- Textrix pinicola Simon, 1875 — dal Portogallo all'Italia
- Textrix rubrofoliata Pesarini, 1990 — Sicilia